# Epicadinus trifidus
Epicadinus trifidus är en spindelart som först beskrevs av O. Pickard-Cambridge 1893.  Epicadinus trifidus ingår i släktet Epicadinus och familjen krabbspindlar. Inga underarter finns listade i Catalogue of Life.